# Campagne de Chlef (1679)
 (avril 2025).
Motif : En attendant des sources centrées
- Archive Wikiwix
- Bing
- Cairn
- DuckDuckGo
- E. Universalis
- Gallica
- Google
- G. Books
- G. News
- G. Scholar
- Persée
- Qwant
- (zh) Baidu
- (ru) Yandex
- (wd) trouver des œuvres sur Wikidata

| 1. | Préciser le motif de la pose du bandeau. | Précisez le motif de la pose du bandeau en utilisant la syntaxe suivante : {{admissibilité à vérifier\|date=avril 2025\|motif=remplacez ce texte par le motif}}                               |
| 2. | Informer les utilisateurs concernés.     | Pensez à avertir le créateur de l'article, par exemple, en insérant le code ci-dessous sur sa page de discussion : {{subst:avertissement admissibilité à vérifier\|Campagne de Chlef (1679)}} |

conflits algéro-cherifiens
La campagne de Chlef  est une opération militaire de l'Empire chérifien en 1679, menée par Ismaïl ben Chérif contre la régence d'Alger sous le dey Mohamed Trîk.

## Contexte
En 1090/1679, Ismaïl marche sur Tlemcen en prenant la route du Sahara. Il se voit rejoindre par les tribus arabes qui y nomadisent (Segouna, Doui Menia, Dekhiça, Hamian, Amour, et les Ouled Djerir ainsi que les Beni Amer) et s'avance jusqu'au Djebel Amour,.

## Déroulement
L'armée d'Ismaïl Ben Chérif arrive à un endroit nommé Elgouia sur le Chélif là où ils rencontrent la colonne turque, composée de canons et d'obusiers, était installé sur la rive du fleuve. Dès la nuit tombée, les Turcs ouvrirent le feu avec les canons et obusiers ; en même temps, ils firent battre leurs tambours et allumer des torches. 
En entendant ce bruit, les Arabes épouvantés prirent la fuite. Le sultan se retrouva abandonné par ses auxiliaires,,.

## Conséquences
Une délégation est envoyée de l'autre côté de la rivière rappelant à Ismaïl ben Chérif le respect de la délimitation du Oued Moulouya. Mouley Ismaïl accepte et prend la retraite,.